# Peder Hammarskjöld
Peder Olof Hjalmar Åkesson Hammarskjöld, född 3 juli 1923 i Haag, död 24 maj 1994 i Täby, var en svensk diplomat.

## Biografi
Hammarskjöld var son till envoyé Åke Hammarskjöld och Britte Wahlgren samt bror till Knut Hammarskjöld. Han tog filosofie kandidatexamen 1945 och juris kandidatexamen 1948 innan han blev attaché vid Utrikesdepartementet 1949. Hammarskjöld tjänstgjorde i Bonn, Tokyo, Peking, Stockholm och Genève (nedrustningsdelegat). Han tjänstgjorde därefter i Rom, Oslo, var FN-representant i New York, Santiago de Chile och var ambassadör i Dhaka 1981–1985. Hammarskjöld var departementsråd vid UD 1985 och inspektör vid utrikesförvaltningen med ställning som ambassadör 1986-1989.
Hammarskjöld gifte sig 1966 med Elizabeth Richardson (född 1928), dotter till teologie doktor John Richardson och Muriel Mapple. De blev föräldrar till Elinor Hammarskjöld. Peder Hammarskjöld är begraven på Uppsala gamla kyrkogård.